# Embaumement

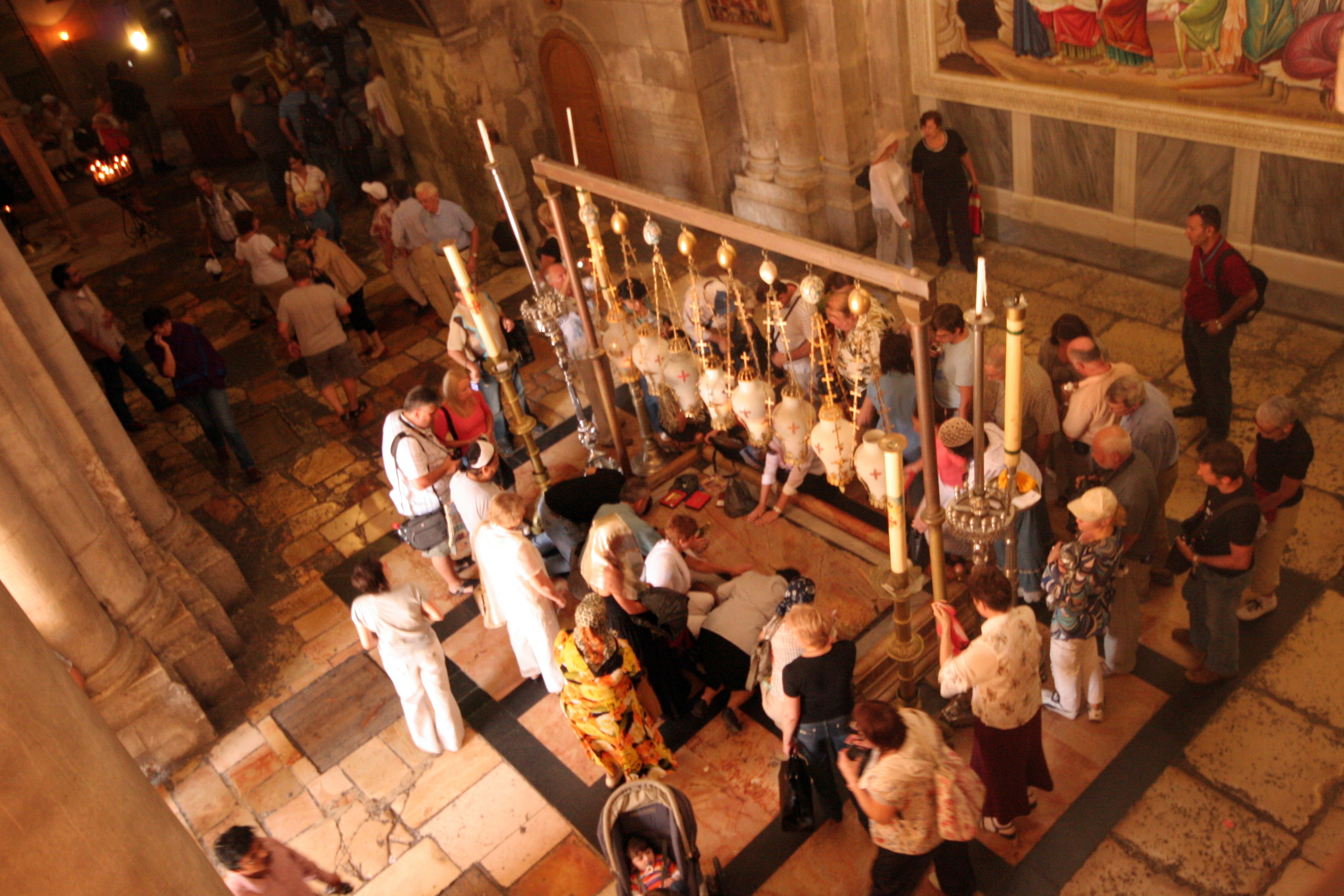
La Pierre de l'Embaumement entourée de pèlerins.

L'embaumement désigne l'ensemble des techniques visant à conserver les corps des personnes mortes dans un état plus ou moins proche de celui qu'ils avaient étant vivants.

## Histoire

### En Égypte
La momification, pour les Égyptiens, est la protection initiale. Il est nécessaire que les principes immatériels de la personnalité puissent trouver dans le corps un support permanent. Cette momification est un procédé long et laborieux.
Hérodote nous en a laissé un témoignage très détaillé :

« Tout d'abord à l'aide d'un crochet de fer, ils retirent le cerveau par les narines ; ils en extraient une partie par ce moyen, et le reste en injectant certaines drogues dans le crâne. Puis avec une lame tranchante en pierre d'Éthiopie, ils font une incision le long du flanc, retirent les viscères, nettoient l'abdomen et le purifient avec du vin de palme et, de nouveau, avec des aromates broyés. Ensuite, ils remplissent le ventre de myrrhe pure broyée, de cannelle et de toutes les substances aromatiques qu'ils connaissent, sauf l'encens, et le recousent. Après quoi, ils salent le corps en le couvrant de natron pendant soixante-dix jours ; ce temps ne doit pas être dépassé. Les soixante-dix jours écoulés, ils lavent le corps et l'enveloppent tout entier de bandes découpées dans un tissu de lin très fin et enduites de la gomme dont les Égyptiens se servent d'ordinaire au lieu de colle. Les parents reprennent ensuite le corps et font faire un sarcophage de bois, taillé à l'image de la forme humaine, dans lequel ils le déposent ; et quand ils ont fermé ce coffre, ils le conservent précieusement dans une chambre funéraire où ils l'installent debout, dressé contre un mur. »

— Histoire, Livre II, 86
Les viscères sont déposées dans quatre vases placés dans un coffre : les canopes, à l'image des quatre enfants d'Horus. Selon la règle, on ne retirait pas le cœur. Les endroits dont on avait enlevé les organes étaient remplis de bandelettes ou de chiffons imprégnés de résine. Ces opérations se déroulaient dans la « Maison d'embaumement » suivant des rites précis. Le prêtre qui exécutait l'embaumement portait un masque d'Anubis.
Ainsi préparé, le corps est finalement revitalisé. C'est ainsi que s'est introduite la notion de « rite d'ouverture de la bouche ». Le corps est ensuite placé dans la tombe avec le mobilier : le mort va vivre désormais dans sa demeure d'éternité.
Dans l’Égypte ancienne les embaumeurs sont appelés taricheutes du grec ancien ταριχευτής / tarikheutès, de τάριχος / tarikhos « viande conservée, corps embaumé ».

### En Chine
Les momies chinoises sont très bien conservées. Les momies étaient enterrées très en profondeur, afin d'être conservées au frais. Mais cet élément est largement insuffisant pour expliquer cette conservation.
Les corps étaient protégés par un drap de soie très serré. Sur la momie de Xin Zhui (Sing-Jui), il lui faisait vingt fois le tour du corps. Ce drap, privant le corps d'oxygène, a ainsi pu inhiber le développement des bactéries.
Les corps étaient ensuite placés dans plusieurs cercueils gigognes laqués : trois pour le magistrat de Mawangdui, quatre pour celui de Sing-Jui. Les chambres mortuaires étaient ensuite entourées de charbon (cinq tonnes pour le tombeau de Sing-Jui). Enfin, une étanchéité presque parfaite était assurée par une couche d'argile, d'un mètre d'épaisseur. Les quinze mètres de terre recouvrant le tombeau de Sing Jui permettent de lui conserver une température froide et constante.
Le livre des embaumeurs indique qu'on versait un liquide dans le cercueil, sans en indiquer la composition. Le fait est que les corps baignaient dans le liquide, sans qu'on sache si le liquide était présent au moment de l'inhumation, ou s'il s'est infiltré (par remontée du niveau des eaux du fleuve proche). Les analyses du liquide indiquent :
- une légère acidité ;
- qu'il contenait du cinabre, censé augmenter la longévité dans la médecine chinoise ;

### En Europe
L'embaumement égyptien perdure quelque temps dans la Rome antique puis il tombe en désuétude. Durant le haut Moyen Âge, les techniques d’embaumement égyptiennes, connues grâce aux copistes de l’Église catholique, sont employées pour les dignitaires mais progressivement abandonnées sous l'influence d'Antoine le Grand qui refuse cette technique païenne et à cause de l’interdiction des autopsies et de la dissection dans les facultés de médecine. Les croisades font redécouvrir aux puissances européennes l'art égyptien mais leur savoir-faire est perdu, si bien que la technique d'embaumement au Moyen Âge est rudimentaire : l'embaumement est soit externe (cadavre entier plongé dans de l'alcool, corps recouvert de sel, d'aromates et de vin jouant un rôle d'antiseptique, dépouille mortelle enveloppée de bandelettes imprégnées de résines, d'encens), soit interne (éviscération et ablation du cœur, puis incisions profondes dans les muscles pour y glisser un baume à base d'aromates et de sel, suivi d'un embaumement externe), les orifices corporels étant bouchés pour éviter tout écoulement (bouche suturée, anus et narines bouchées avec de l'étoupe et des aromates). 
On a également recours à une pratique originale, le mos Teutonicus, « usage teuton », c'est-à-dire que le corps est démembré et les morceaux bouillis dans une grande marmite d'eau et de vin aromatisé d'épices afin de séparer les os de la chair, technique hygiénique quand il s'agit de transporter une personne morte loin de son lieu d'inhumation. La question de l'intégrité du corps dans ce processus de mos Teutonicus a été débattue dans le milieu ecclésiastique, car le problème touchait directement à la question du devenir du corps après la mort, et à la possibilité de bénéficier du Salut si le corps est dispersé. Durant le Haut Moyen Âge la doctrine chrétienne était fixée sur le fait que les différentes parties du corps se rassemblaient pour le Jugement, mais le renouveau des questionnements théologiques au second Moyen Âge a remis en cause cette idée anciennement acquise. Ainsi, Boniface VIII en 1299 rédigea la bulle Detestande feritatis prônant l'intégrité du corps.

## Embaumements modernes
Le terme embaumement n'est pas approprié aux techniques modernes de conservation des corps humains qui utilisent soit le froid positif pour une conservation de courte durée soit le froid négatif en cas de conservation de durée plus longue en cas de problème médico-légal, soit des produits chimiques biocides, déshydratants et conservateurs dans le cas de la thanatopraxie.
Pour la présentation des défunts à leur famille, les techniques les plus utilisées sont la thanatopraxie et la toilette mortuaire.